# العلاقات الجيبوتية الزيمبابوية
العلاقات الجيبوتية الزيمبابوية هي العلاقات الثنائية التي تجمع بين جيبوتي وزيمبابوي.

## مقارنة بين البلدين
هذه مقارنة عامة ومرجعية للدولتين:
| وجه المقارنة                                              | جيبوتي                    | زيمبابوي |
| --------------------------------------------------------- | ------------------------- | --- |
| المساحة (كم2)                                             | 23.20 ألف                 | 390.76 ألف |
| عدد السكان (نسمة)                                         | 956.99 ألف                | 16.53 مليون |
| الكثافة السكانية (ن./كم²)                                 | 41.25                     | 42.3 |
| العاصمة                                                   | جيبوتي                    | هراري |
| اللغة الرسمية                                             | لغة فرنسية، اللغة العربية | لغة إنجليزية، اللغة الشونا، النديبيلية الشمالية ‏، لغة الشيشيوا، Barwe ‏، Kalanga language ‏، Tshwa language ‏، النداو ‏، اللغة التسونجا، لغة الإشارة الزيمبابوية ‏، اللغة السوتية، تونغا ‏، اللغة التسوانية، اللغة الفيندية، اللغة الكوسية |
| العملة                                                    | فرنك جيبوتي               | دولار أمريكي |
| الناتج المحلي الإجمالي (بليون دولار)                      | 1.84 مليار                | 17.85 مليار |
| الناتج المحلي الإجمالي (تعادل القوة الشرائية) بليون دولار | 3.10 مليار                | 27.88 مليار |
| الناتج المحلي الإجمالي الاسمي للفرد دولار أمريكي          | 1.95 ألف                  | 924 |
| الناتج المحلي الإجمالي للفرد دولار أمريكي                 | 3.27 ألف                  | 1.79 ألف |
| مؤشر التنمية البشرية                                      | 0.470                     | 0.509 |
| رمز المكالمات الدولي                                      | +253                      | +263 |
| رمز الإنترنت                                              | .dj                       | .zw |
| المنطقة الزمنية                                           | ت ع م+03:00               | ت ع م+02:00 |

## منظمات دولية مشتركة
يشترك البلدان في عضوية مجموعة من المنظمات الدولية، منها:
| علم المنظمة | اسم المنظمة                                                | تاريخ انضمام جيبوتي | تاريخ انضمام زيمبابوي |
| ----------- | ---------------------------------------------------------- | ------------------- | --------------------- |
|             | مجموعة دول أفريقيا والكاريبي والمحيط الهادئ                | ?                   | ?                     |
|             | مؤسسة التنمية الدولية                                      | 1 أكتوبر 1980       | 29 سبتمبر 1980        |
|             | الأمم المتحدة                                              | 20 سبتمبر 1977      | 25 أغسطس 1980         |
|             | منظمة التجارة العالمية                                     | ?                   | ?                     |
|             | الاتحاد الأفريقي                                           | ?                   | ?                     |
|             | العملية المشتركة للاتحاد الأفريقي والأمم المتحدة في دارفور | ?                   | ?                     |
|             | منظمة الشرطة الجنائية الدولية                              | ?                   | ?                     |
|             | الاتحاد الدولي للاتصالات                                   | 22 نوفمبر 1977      | 10 فبراير 1981        |
|             | البنك الدولي للإنشاء والتعمير                              | 1 أكتوبر 1980       | 29 سبتمبر 1980        |
|             | الاتحاد البريدي العالمي                                    | ?                   | ?                     |
|             | منظمة حظر الأسلحة الكيميائية                               | ?                   | ?                     |
|             | مؤسسة التمويل الدولية                                      | 1 أكتوبر 1980       | 29 سبتمبر 1980        |
|             | البنك الإفريقي للتنمية                                     | ?                   | ?                     |
|             | وكالة ضمان الاستثمار متعدد الأطراف                         | 12 يناير 2007       | 10 أبريل 1992         |
|             | يونسكو                                                     | 31 أغسطس 1989       | 22 سبتمبر 1980        |

## وصلات خارجية
- موقع وزارة الخارجية الزيمبابوية